# Elizabeth Poe
Pour les articles homonymes, voir Poe.
Elizabeth Arnold Poe, également appelée Eliza, née en 1787, morte en 1811, est une actrice américaine de naissance anglaise et la mère de l'écrivain américain Edgar Allan Poe.

## Vie et carrière
Fille d'Henry Arnold et d'Elizabeth Smith, Elizabeth Arnold naît à Londres au printemps 1787. Sa mère est une actrice de la scène londonienne de 1791 à 1795. Henry meurt en 1789 et, en novembre 1795, la mère et la fille quittent l'Angleterre pour les États-Unis, arrivant à Boston, dans le Massachusetts, le 3 janvier 1796. Elizabeth débute sur la scène bostonienne à l'âge de neuf ans, trois mois seulement après son arrivée aux États-Unis. Elle interprète le rôle de Biddy Blair dans une farce intitulée Miss in Her Teens, de David Garrick. Son jeu lui vaut cet éloge du critique du Portland Herald: « Miss Arnold, dans Miss Biddy, dépasse tous les éloges... Bien qu'il s'agisse d'une demoiselle de tout juste neuf ans, ses talents d'actrice feront honneur à n'importe quel interprète mature de son sexe ».
À la fin de l'année, Elizabeth se marie avec un musicien du nom de Charles Tubbs, un homme qui avait quitté l'Angleterre avec les Arnold. La petite famille rejoint la troupe  des « Charleston Comedians » formée par un directeur de théâtre du nom de Mr Edgar. Elizabeth, la mère d'Eliza, meurt peu après tandis que cette troupe fait une tournée en Caroline du Nord. On sait peu de choses concernant sa mort, mais elle apparaît sur les registres théâtraux en 1798, et il est probable qu'elle soit morte peu après.
Après le décès de sa mère, Eliza demeure au sein de la troupe. Elle se conforme à la tradition de l'époque, qui consiste pour les acteurs à aller de ville en ville, où ils jouent plusieurs mois avant de repartir. Elle joue ainsi au Chestnut Street Theater, près de l'Independence Hall de Philadelphie, en Pennsylvanie, qui dispose alors de 2 000 places. Au cours de sa carrière, Eliza a joué plus de 300 fois, aussi bien des rôles choraux que dansants, notamment des personnages de William Shakespeare, Juliette Capulet et Ophélie.

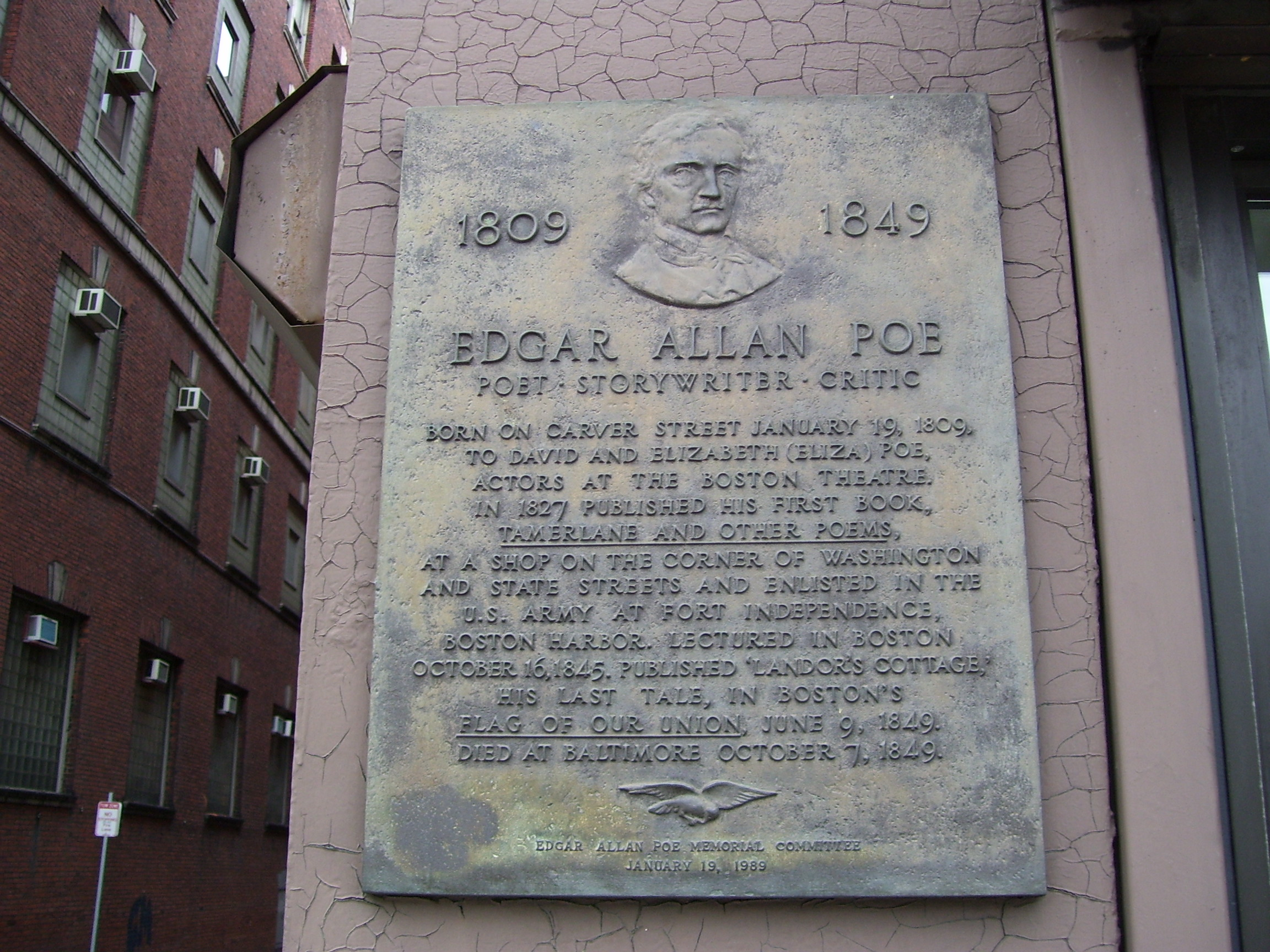
Plaque apposée sur le lieu de naissance d'Edgar Allan Poe, Carver Street, à Boston.

À l'été 1802, alors qu'elle est âgée de quinze ans, Eliza se marie avec Charles Hopkins. Hopkins meurt trois ans plus tard en octobre 1805, peut-être de la fièvre jaune, laissant Eliza veuve à dix-huit ans. Originaire de Baltimore, David Poe Jr. rencontre Eliza alors qu'elle joue à Norfolk (Virginie) et décide de rejoindre sa troupe. Poe a abandonné ses études de droit pour devenir acteur et se marie avec Eliza seulement six mois après la mort d'Hopkins, en 1806.
Le couple tourne à travers la Nouvelle-Angleterre et le reste du nord-est, jouant dans diverses villes comme Richmond (Virginie), Philadelphie et dans un théâtre estival d'extérieur à New York, avant de s'installer  à Boston. Ils jouent sur la scène bostonienne pendant trois saisons consécutives de trente semaines chacune dans un théâtre qui dispose d'un millier de places. Le couple a deux fils : William Henry Léonard en janvier 1807 (neuf mois après leur mariage) et Edgar en janvier 1809. Eliza joue encore dix jours avant la naissance d'Edgar et peut avoir baptisé son second fils d'après Mr Edgar, directeur des Charleston Comedians.
La famille part pour New York à l'été 1809. Eliza est souvent l'objet d'éloges pour l'habileté de son jeu, tandis que les performances de David sont, de manière régulière, durement critiquées, peut-être en raison de sa propre peur de la scène. David, impétueux et alcoolique abandonne la scène et sa famille quelque six mois après son installation à New York. Bien qu'on ignore le sort de David, il est plus que probable qu'il soit mort à Norfolk le 11 décembre 1811. En son absence, Eliza donne le jour à un troisième enfant, une fille baptisée Rosalie, en décembre 1810, et continue de faire des tournées.

## Décès

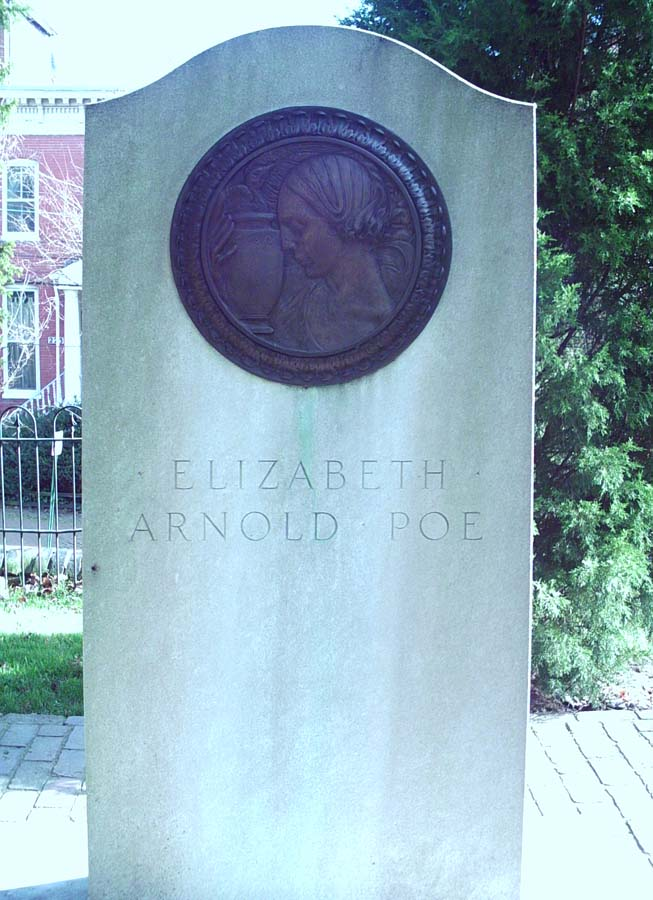
Mémorial consacré à Eliza Poe à Richmond.

En 1811, en tournée à Richmond (Virginie), Eliza commence à cracher du sang tandis qu'elle demeure dans une pension. Ses performances se raréfient et elle cesse toute apparition en octobre 1811.
Amis et partenaires d'Eliza, Mr et Mrs. Luke Usher prennent en charge les enfants pendant la maladie d'Eliza, et nombre d'habitants de Richmond prennent intérêt à sa santé. Le 29 novembre de la même année, le théâtre de Richmond annonce une représentation au bénéfice de l'actrice. Une publication locale, l'Enquirer, publie un appel à l'aide : « En cette nuit, Mrs. Poe, demeurant sur son lit de souffrance et entourée de ses enfants, réclame votre assistance et la réclame peut-être pour la dernière fois. »
Eliza meurt finalement le matin du 8 décembre 1811 à l'âge de vingt-quatre ans. Nous n'avons aucune certitude sur les causes réelles de sa mort, mais les théories les plus courantes évoquent la pneumonie, la malaria et la tuberculose.
Elle est inhumée dans l'église épiscopalienne Saint John de Richmond (Virginie). Bien que l'on ignore actuellement le lieu où reposent ses cendres, un mémorial y a été installé.

## Source
- (en) Cet article est partiellement ou en totalité issu de l’article de Wikipédia en anglais intitulé « Eliza Poe » (voir la liste des auteurs).